# Звонко Памич
Звонко Памич (хорв. Zvonko Pamić, нар. 4 лютого 1991, Пула) — хорватський футболіст, півзахисник клубу «Динамо» (Загреб).

## Клубна кар'єра
У дорослому футболі дебютував 2007 року виступами за команду «Жмінь» з Третьої ліги, в якій провів півтора сезони сезон, взявши участь у 18 матчах чемпіонату.
На початку 2008 року перейшов в «Рієку», проте вже через місяць бів відданий в оренду в «Карловац». Відіграв за команду з Карловаца наступні два з половиною сезони своєї ігрової кар'єри. Більшість часу, проведеного у складі «Карловаца», був основним гравцем команди і допоміг команді за цей час вийти з Третьої ліги до Першої, причому у сезоні 2009/10 Памич з 5 голами став найкращим бомбардиром команди в елітному хорватському дивізіоні.
Влітку 2010 року Памич став гравцем клубу «Баєр 04», але відразу був відданий в оренду в інший німецький клуб «Фрайбург», у складі якого провів наступний рік своєї кар'єри гравця, проте закріпитись так і не зумів, зігравши лише у двох матчах Бундесліги. Тому в травні 2011 року гравця було віддано в оренду до клубу Другої Бундесліги «Дуйсбурга», кольори якого хорват захищав до кінця 2012 року.
У січні 2013 року Звонко повернувся на батьківщину, ставши гравцем «Динамо» (Загреб). 25 вересня 2013 року він вразив шанувальників «Динамо» і хорватське ЗМІ ставши першим в історії хорватським гравцем «Динамо» (Загреб), що забив гол прямо з кутового удару. Це сталося у першому раунді Кубка Хорватії проти команди «Сухопольє». Проте закріпитися у складі столичного гранда Памич не зумів, зігравши за півтора року лише 25 матчів в чемпіонаті, через що з 2014 року здавався в оренду спочатку в клуб «Істра 1961», а у наступному сезоні у «Локомотиву».

## Виступи за збірні
2007 року дебютував у складі юнацької збірної Хорватії. У складі збірної до 19 років взяв участь у юнацькому Євро-2010, на якому відзначився хет-триком у воротах португальців, а Хорватія дійшла до півфіналу. Всього взяв участь у 16 іграх на юнацькому рівні, відзначившись 4 забитими голами.
З 2010 року залучався до складу молодіжної збірної Хорватії. На молодіжному рівні зіграв у 7 офіційних матчах, забив 1 гол.

## Особисте життя
Є сином колишнього футболіста збірної Хорватії, учасника Євро-1996, а в подальшому футбольного тренера Ігора Памича. Старший брат Звонко, Ален Памич, також був футболістом, але помер від серцевого нападу 2013 року в віці 23 років.

## Досягнення
- Чемпіон Хорватії (2): 2012–13, 2013–14
- Володар Суперкубка Хорватії (1): 2013.